# 촨잉구

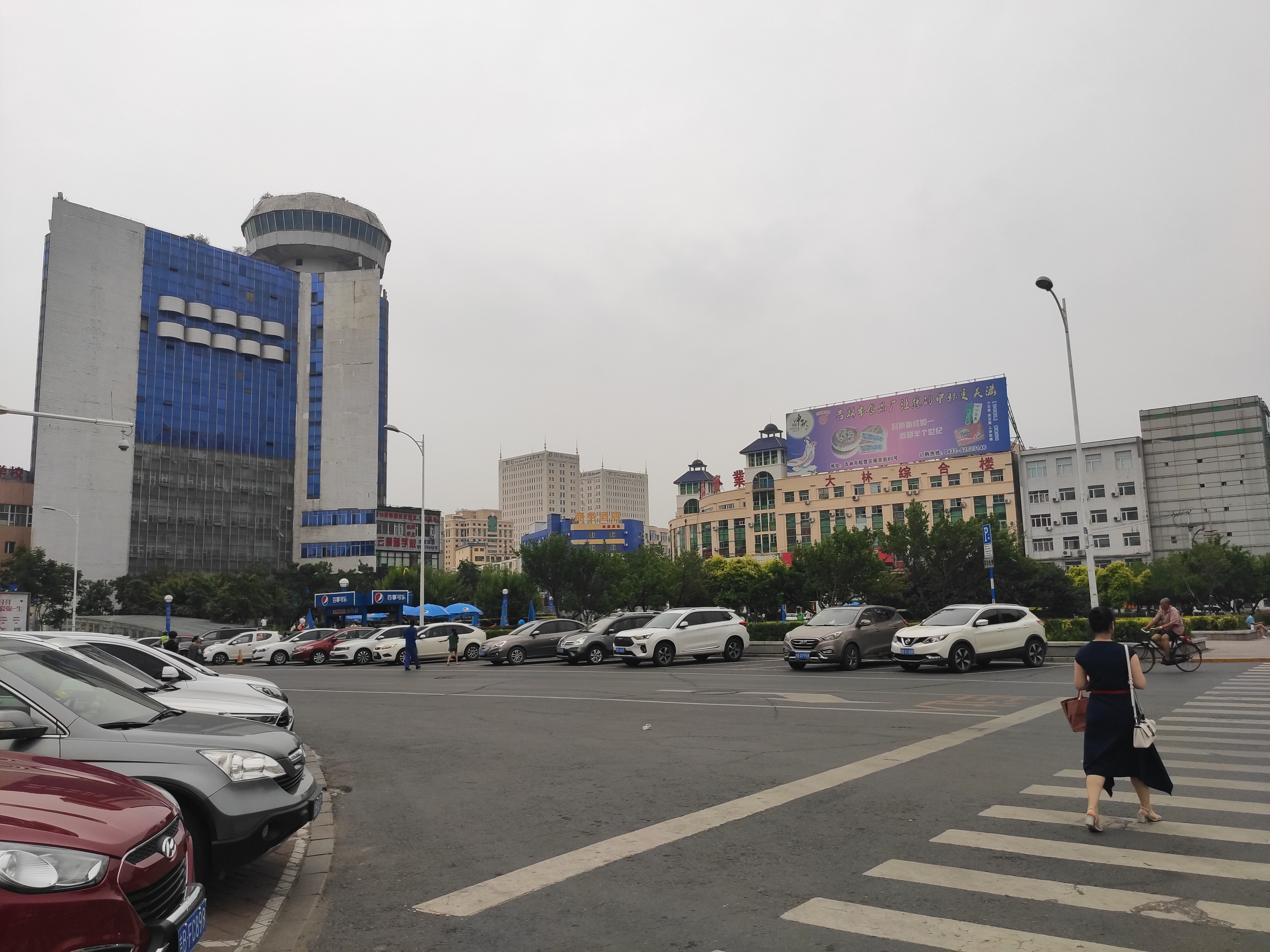

촨잉구(한국어: 선영구, 중국어: 船营区, 병음: Chuányíng Qū)는 중화인민공화국 지린성 지린시의 행정구역이다. 넓이는 711km2이고, 인구는 2007년 기준으로 460,000명이다.

## 행정 구역
12개 가도, 2개 향을 관할한다.
- 가도: 大东街道, 南京街道, 向阳街道, 青岛街道, 河南街道, 北极街道, 致和街道, 德胜街道, 临江街道, 长春路街道, 黄旗屯街道, 北山街道.
- 향: 欢喜乡, 沙河子乡.